# Ara modra
Ara modra (Cyanopsitta spixii) – gatunek ptaka z rodziny papugowatych (Psittacidae); endemit Brazylii. Jedyny przedstawiciel monotypowego rodzaju Cyanopsitta. Od 1994 do 2019 był klasyfikowany przez IUCN jako gatunek krytycznie zagrożony wyginięciem; w 2019, w oparciu o raport organizacji BirdLife International, IUCN przyznała gatunkowi kategorię zagrożenia wymarły na wolności.

## Występowanie
Pierwotnie gatunek ten występował endemicznie we wschodniej Brazylii, w części stanu Bahia i Pernambuco. Jego zasięg ograniczony był do lasów galeriowych, a w szczególności do miejsc występowania drzewa z gatunku Tabebuia aurea, na którym gniazdował.

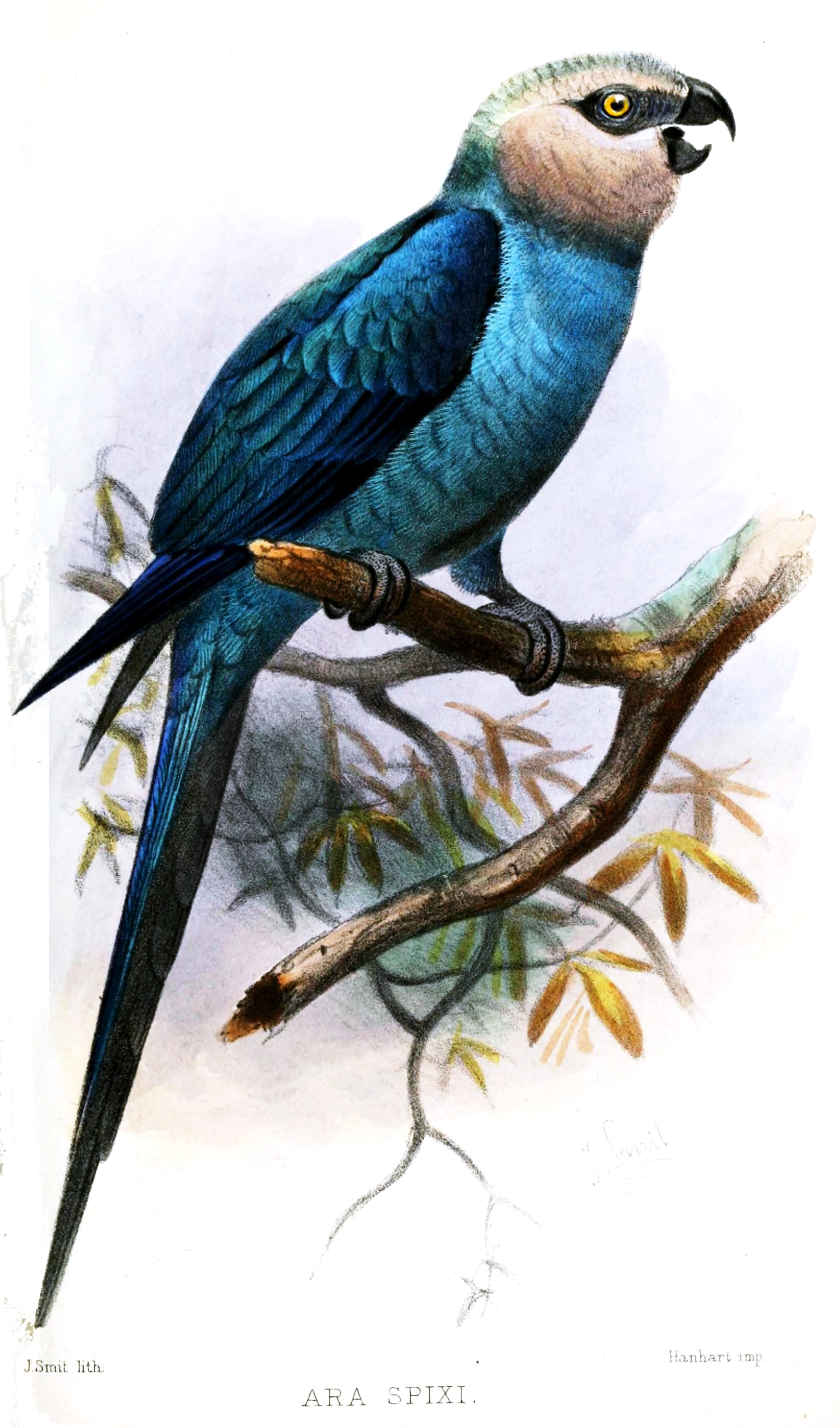
Ara modra, ilustr. Joseph Smit (1878)

## Charakterystyka
Osiąga długość około 55–57 cm; masę 300–400 g. Pióra ciemnoniebieskie, z jaśniejszą szarą głową i szyją oraz spodem ciała z zielonkawym nalotem. Na kantarku i wokół żółtych oczu naga czarna skóra. Zjada nasiona, orzechy i owoce. Można było widzieć je w małych stadach. Bardzo ostrożna; zaniepokojona natychmiast wzlatuje w powietrze.

## Rozród
W zniesieniu 2–3 jaja o wymiarach 35 × 29 mm. Okres inkubacji trwa około 26 dni. Pisklęta są opierzone po około 8 tygodniach.

## Status i reintrodukcja
Ostatni osobnik ary modrej żyjący w środowisku naturalnym był widziany w roku 2000. Do drastycznego spadku liczebności populacji ary modrej przyczyniły się polowania i kłusownictwo oraz utrata naturalnego siedliska, wskutek wycinki lasów oraz ekspansji rolnictwa.  Szacuje się, że na świecie żyje ponad 330 osobników. Przez długi czas największa populacja była w rezerwacie Al Wabra w Katarze, lecz w 2018 zostały wszystkie przewiezione do Berlina. Wówczas zostało przetransportowanych 120 osobników. W 2020 zostało stamtąd przewiezionych 50 ar modrych do Brazylii, gdzie są przygotowywane do powrotu do naturalnego środowiska. Pierwsze osiem osobników zostało wypuszczonych 11 czerwca 2022 roku. W grudniu tego samego roku wypuszczono kolejne 12 osobników. W ciągu pierwszego roku, 4 ptaki padły ofiarą drapieżników oraz 3 znikły, pozostawiając 13 osobników na wolności (stan na październik 2023). W 2023 roku ptaki te zaczęły się rozmnażać – po dwóch pierwszych nieudanych lęgach (jaja były niezapłodnione), w październiku wykluły się dwa pierwsze młode na wolności. Żadne z młodych nie przeżyło – jedno z nich zmarło przed opuszczeniem gniazda, a drugie kilka dni po opuszczeniu. Kolejne trzy pisklęta wykluły się w marcu 2024. Według aktualizacji z października 2024, 11 osobników jest na wolności, w tym dwa młode z udanego lęgu.